# Hajime Moriyasu
Hajime Moriyasu (森保 一 Moriyasu Hajime?,  Kakegawa, Prefectura de Shizuoka; 23 de agosto de 1968) es un exfutbolista y entrenador japonés que jugaba de centrocampista. Actualmente dirige a la selección de fútbol de su país.

## Carrera

### Clubes como futbolista
Los inicios de Hajime Moriyasu en el fútbol se remontan a la Escuela Secundaria Nagasaki Nihon Daigaku Gakuen, en donde también se educó. Después de finalizar sus estudios allí, se unió a Mazda de la Japan Soccer League en 1987. El nuevo entrenador Hans Ooft lo valoró muy bien y lo erigió como un centrocampista de anclaje del equipo. En abril de 1990, Moriyasu tuvo una prueba en el Manchester United. Cuando comenzó en 1993 la J. League, primera liga profesional en la historia de Japón, Mazda pasó a llamarse Sanfrecce Hiroshima, para quien siguió jugando. Junto con Yahiro Kazama controlaron el mediocampo del Hiroshima y contribuyeron a que el club gane la segunda etapa de la temporada 1994 de la J. League.
En 1998, Ooft fue contratado para ser el entrenador de Kyoto Purple Sanga y reclutó a Moriyasu mediante una cesión a préstamo. El acuerdo estaba destinado inicialmente a ser permanente, pero los aficionados furiosos del Hiroshima juntaron firmas contra el traspaso, que obligó a los clubes a conformarse con un préstamo. Así, se erigió como el eje del Kyoto para la temporada 1998.
Moriyasu retornó a Sanfrecce Hiroshima para 1999, pero sus oportunidades para jugar gradualmente disminuyeron, principalmente al joven Kazuyuki Morisaki, quien competía en su posición.
Se le ofreció un puesto de entrenador en Hiroshima en 2002, pero lo rechazó para continuar jugando. Finalmente, se fue a Vegalta Sendai y se retiró allí al finalizar la temporada 2003.

### Selección nacional como futbolista
Hans Ooft se transformó en entrenador de Japón en 1992. Él convocó a Moriyasu para su primer partido en el cargo ante Argentina el 31 de mayo de 1992 en el Estadio Olímpico Nacional de Tokio. Poichi era un jugador de bajo perfil en ese entonces y muchos compañeros de equipo no sabían pronunciar su nombre. Cuando Ooft le pedía qué hacer durante su mandato era una simple orden: “ganar la pelota y pasársela al creador de juego Ruy Ramos”.
Moriyasu fue parte del equipo de Japón que ganó la Copa Asiática 1992 y disputó todos los partidos de Japón, excepto la final ante Arabia Saudita porque estaba suspendido.
Bajo la conducción de Ooft, Japón avanzó hasta la etapa final de clasificación de AFC para la Copa Mundial de Fútbol de 1994. Moriyasu estaba en el terreno de juego cuando la esperanza de Japón para jugar en el Mundial se precipitó por el empate iraquí en tiempo de descuento en el último partido de clasificación, al que luego los aficionados japoneses denominaron como la Agonía de Doha.
Moriyasu fue convocado 35 veces entre 1992 y 1996. Marcó un gol para su selección en un encuentro amistoso ante Australia el 10 de febrero de 1996.

### Como ayudante de campo
Moriyasu sirvió como ayudante de campo de Sanfrecce Hiroshima desde la temporada 2004. Además, entrenó la selección juvenil japonesa que participó en el Campeonato sub-19 de la AFC 2006 y en la Copa Mundial Sub-20 de Fútbol de 2007. Fue segundo entrenador del primer equipo del Hiroshima desde 2007 hasta 2009, antes de dirigir durante un tiempo al Albirex Niigata.

### Clubes como entrenador
El 8 de diciembre de 2011 fue confirmado que Moriyasu volvería a Sanfrecce Hiroshima como entrenador para la temporada 2012. Desde entonces, él ha ganado la J. League de los años 2012, 2013 y 2015. Dejó el club en 2017 debido a los malos resultados en la campaña del conjunto violeta, que se encontraba en puestos de descenso al momento de su renuncia.

### Selección nacional como entrenador
El 31 de octubre de 2017 Moriyasu fue nombrado entrenador de la Selección de fútbol sub-23 del Japón de cara a los Juegos Olímpicos de Tokio 2020. Se mantendrá en este cargo a pesar de su reciente confirmación como director técnico de la Selección Absoluta en reemplazo de Akira Nishino, apuntando a la Copa Mundial de Fútbol de 2022.

## Trayectoria

### Clubes como futbolista
| Club                          | País  | Año                     |
| ----------------------------- | ----- | ----------------------- |
| Mazda Sanfrecce Hiroshima     | Japón | 1987 - 1992 1992 - 1997 |
| Kyoto Purple Sanga (préstamo) | Japón | 1998                    |
| Sanfrecce Hiroshima           | Japón | 1999 - 2001             |
| Vegalta Sendai                | Japón | 2002 - 2003             |

### Selección nacional como futbolista
| Selección | País  | Año         |
| --------- | ----- | ----------- |
| Absoluta  | Japón | 1992 - 1996 |

### Clubes como entrenador
Datos actualizados al 28 de marzo de 2022.
| Club                | País  | Año           | PJ  | PG  | PE | PP | Rendimiento |
| ------------------- | ----- | ------------- | --- | --- | -- | -- | ----------- |
| Sanfrecce Hiroshima | Japón | 2012 - 2017   | 265 | 128 | 55 | 82 | 55.22%      |
| Sub-23              | Japón | 2017-2020     | 18  | 10  | 2  | 6  | 59.26%      |
| Absoluta            | Japón | 2017-presente | 49  | 35  | 6  | 8  | 75.51%      |
| Total               | Total | Total         | 332 | 173 | 63 | 96 | 58.44%      |

## Estadísticas

### Como futbolista

#### Clubes
| Mazda Japón |               |               |     |    |    |    |   |     |     |    |      |      |
| 1.ª | 1987-88       | 0             | 0   | —  | 0  | 0  | — | 0   | 0   | —  | 0,00 |      |
| 2.ª | 1988-89       | 0             | 0   | —  | 0  | 0  | — | 0   | 0   | —  | 0,00 |      |
| 2.ª | 1989-90       | 19            | 8   | —  | 0  | 0  | — | 19  | 8   | —  | 0,42 |      |
| 2.ª | 1990-91       | 27            | 13  | —  | 3  | 1  | — | 30  | 14  | —  | 0,47 |      |
| 1.ª | 1991-92       | 18            | 4   | —  | 0  | 0  | — | 18  | 4   | —  | 0,22 |      |
| Total club | Total club    | 64            | 25  | —  | 3  | 1  | — | 67  | 26  | —  | 0,39 |      |
| Sanfrecce Hiroshima Japón |               |               |     |    |    |    |   |     |     |    |      |      |
| 1.ª | 1992          | —             | —   | —  | 8  | 1  | — | 8   | 1   | —  | 0,13 |      |
| 1.ª | 1993          | 35            | 2   | —  | 4  | 1  | — | 39  | 3   | —  | 0,08 |      |
| 1.ª | 1994          | 40            | 3   | —  | 4  | 0  | — | 44  | 3   | —  | 0,07 |      |
| 1.ª | 1995          | 25            | 4   | —  | 5  | 0  | — | 30  | 4   | —  | 0,13 |      |
| 1.ª | 1996          | 26            | 3   | —  | 19 | 2  | — | 45  | 5   | —  | 0,11 |      |
| 1.ª | 1997          | 25            | 1   | —  | 7  | 0  | — | 32  | 1   | —  | 0,03 |      |
| Total club | Total club    | 151           | 13  | —  | 47 | 4  | — | 198 | 17  | —  | 0,09 |      |
| Kyoto Purple Sanga Japón |               |               |     |    |    |    |   |     |     |    |      |      |
| 1.ª | 1998          | 32            | 1   | —  | 6  | 0  | — | 38  | 1   | —  | 0,03 |      |
| Total club | Total club    | 32            | 1   | —  | 6  | 0  | — | 38  | 1   | —  | 0,03 |      |
| Sanfrecce Hiroshima Japón |               |               |     |    |    |    |   |     |     |    |      |      |
| 1.ª | 1999          | 27            | 1   | —  | 3  | 1  | — | 30  | 2   | —  | 0,07 |      |
| 1.ª | 2000          | 22            | 0   | —  | 2  | 0  | — | 24  | 0   | —  | 0,00 |      |
| 1.ª | 2001          | 16            | 0   | —  | 4  | 0  | — | 20  | 0   | —  | 0,00 |      |
| Total club | Total club    | 65            | 1   | —  | 9  | 1  | — | 74  | 2   | —  | 0,03 |      |
| Vegalta Sendai Japón |               |               |     |    |    |    |   |     |     |    |      |      |
| 1.ª | 2002          | 27            | 0   | —  | 8  | 1  | — | 35  | 1   | —  | 0,03 |      |
| 1.ª | 2003          | 18            | 0   | —  | 4  | 1  | — | 22  | 1   | —  | 0,05 |      |
| Total club | Total club    | 45            | 0   | —  | 12 | 2  | — | 57  | 2   | —  | 0,04 |      |
| Total carrera | Total carrera | Total carrera | 357 | 40 | —  | 77 | 8 | —   | 434 | 48 | —    | 0,11 |
| (1) Incluye datos de Copa del Emperador, Copa Japan Soccer League (1987-1991) y Copa J. League (1992-2003). (2) No incluye goles en partidos amistosos. |               |               |     |    |    |    |   |     |     |    |      |      |

#### Selección nacional de Japón
| Año   | Partidos | Goles | Promedio |
| ----- | -------- | ----- | -------- |
| 1992  | 7        | 0     | 0,00     |
| 1993  | 15       | 0     | 0,00     |
| 1994  | 4        | 0     | 0,00     |
| 1995  | 6        | 0     | 0,00     |
| 1996  | 3        | 1     | 0,33     |
| Total | 35       | 1     | 0,03     |

### Como entrenador
| Club | Temporada     | Liga | Liga | Liga | Liga | Copas nacionales(1) | Copas nacionales(1) | Copas nacionales(1) | Copas nacionales(1) | Copas internacionales(2) | Copas internacionales(2) | Copas internacionales(2) | Copas internacionales(2) | Total | Total | Total | Total | Total | Total | Total  | % Efect. |
| Club | Temporada     | PD   | G    | E    | P    | PD                  | G                   | E                   | P                   | PD                       | G                        | E                        | P                        | PD    | G     | E     | P     | GF    | GC    | DG     | % Efect. |
| --- | ------------- | ---- | ---- | ---- | ---- | ------------------- | ------------------- | ------------------- | ------------------- | ------------------------ | ------------------------ | ------------------------ | ------------------------ | ----- | ----- | ----- | ----- | ----- | ----- | ------ | -------- |
| Sanfrecce Hiroshima Japón |               |      |      |      |      |                     |                     |                     |                     |                          |                          |                          |                          |       |       |       |       |       |       |        |          |
| 2012 | 34            | 19   | 7    | 8    | 7    | 1                   | 1                   | 5                   | 3                   | 2                        | 0                        | 1                        | 44                       | 22    | 8     | 14    | 77    | 51    | 26    | 56,06% |          |
| 2013 | 34            | 19   | 6    | 9    | 9    | 5                   | 2                   | 2                   | 6                   | 0                        | 3                        | 3                        | 49                       | 24    | 11    | 14    | 63    | 41    | 22    | 56,46% |          |
| 2014 | 34            | 13   | 11   | 10   | 9    | 4                   | 2                   | 3                   | 8                   | 3                        | 3                        | 2                        | 51                       | 20    | 16    | 15    | 72    | 60    | 12    | 49,67% |          |
| 2015 | 36            | 24   | 6    | 6    | 11   | 6                   | 3                   | 2                   | 4                   | 3                        | 0                        | 1                        | 51                       | 33    | 9     | 9     | 106   | 46    | 60    | 70,59% |          |
| 2016 | 34            | 16   | 7    | 11   | 5    | 2                   | 1                   | 2                   | 6                   | 3                        | 0                        | 3                        | 45                       | 21    | 8     | 16    | 77    | 57    | 20    | 52,59% |          |
| 2017 | 17            | 2    | 4    | 11   | 10   | 5                   | 1                   | 4                   | -                   | -                        | -                        | -                        | 27                       | 7     | 5     | 15    | 23    | 39    | -16   | 32,10% |          |
| Total club | 189           | 93   | 41   | 55   | 51   | 23                  | 10                  | 18                  | 27                  | 11                       | 6                        | 10                       | 267                      | 127   | 57    | 83    | 418   | 294   | 124   | 54,68% |          |
| Total carrera | Total carrera | 189  | 93   | 41   | 55   | 51                  | 23                  | 10                  | 18                  | 27                       | 11                       | 6                        | 10                       | 267   | 127   | 57    | 83    | 418   | 294   | 124    | 54,68%   |
| (1) Incluye datos de Copa del Emperador, Copa J. League y Supercopa de Japón. (2) Incluye datos de Liga de Campeones de la AFC y Copa Mundial de Clubes de la FIFA. |               |      |      |      |      |                     |                     |                     |                     |                          |                          |                          |                          |       |       |       |       |       |       |        |          |

## Palmarés

### Como futbolista

#### Títulos internacionales
| Título        | Club (*)           | Sede      | Año  |
| ------------- | ------------------ | --------- | ---- |
| Copa Asiática | Selección de Japón | Hiroshima | 1992 |

(*) Incluyendo la selección

### Como entrenador

#### Títulos nacionales
| Título             | Club                | País  | Año  |
| ------------------ | ------------------- | ----- | ---- |
| J1 League          | Sanfrecce Hiroshima | Japón | 2012 |
| Supercopa de Japón | Sanfrecce Hiroshima | Japón | 2013 |
| J1 League          | Sanfrecce Hiroshima | Japón | 2013 |
| Supercopa de Japón | Sanfrecce Hiroshima | Japón | 2014 |
| J1 League          | Sanfrecce Hiroshima | Japón | 2015 |
| Supercopa de Japón | Sanfrecce Hiroshima | Japón | 2016 |

#### Distinciones individuales
| Distinción                         | Año  |
| ---------------------------------- | ---- |
| Entrenador del Año de la J. League | 2012 |
| Entrenador del Año de la J. League | 2013 |
| Entrenador del Año de la J. League | 2015 |
| Entrenador del año de la AFC       | 2022 |